# Taxon infraspécifique

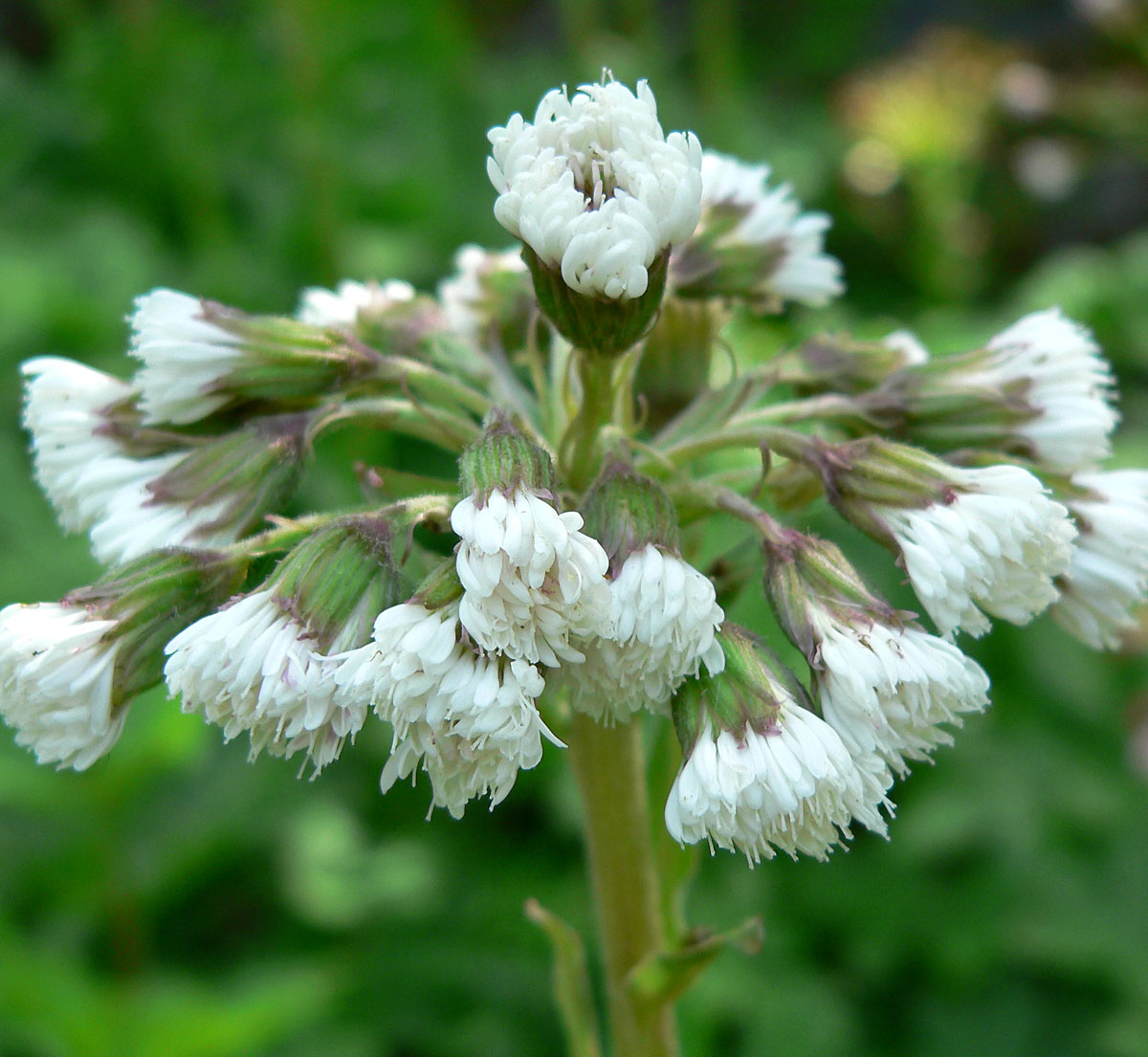
Petasites frigidus var. palmatus.

En botanique, un nom infraspécifique est le nom scientifique de tout taxon inférieur au rang taxonomique de l'espèce, c'est-à-dire un « taxon infraspécifique ». (Un « taxon » est un groupe d'organismes auquel il faut donner un nom particulier.) Les noms scientifiques des taxons botaniques sont réglementés par le Code international de nomenclature pour les algues, les champignons et les plantes (CIN). Il s'agit d'un « nom en trois parties » pour les taxons infraspécifiques, plus un « terme de rattachement » pour indiquer le rang du nom (par exemple, var. pour variété, subvar. pour sous-variété). Astrophytum myriostigma subvar. glabrum est ainsi le nom d'une sous-variété de l'espèce Astrophytum myriostigma (Cactus mitre d'évêque). 
Les noms inférieurs au rang des espèces de plantes cultivées et d'animaux sont régis par des codes de nomenclature différents et sont formés de manière quelque peu différente.